# Jean-François Millet
Jean-François Millet (ur. 4 października 1814 w Grouchy, zm. 20 stycznia 1875 w Barbizon) – francuski malarz i grafik tworzący w nurcie realizmu, jeden z czołowych przedstawicieli barbizończyków.

## Życie i działalność
Jean-François Millet urodził się 4 października 1814 r. w osadzie Grouchy, w pobliżu Cherbourga. Pochodził z bogatej rodziny chłopskiej, której gospodarstwo położone było na wyniosłym brzegu, tuż nad kanałem La Manche.  
Wykształcenie artystyczne zdobywał najpierw w Cherbourgu (1833-1837), pod okiem miejscowego portrecisty Bon Du Mouchela, a następnie w paryskiej École des Beaux-Arts, gdzie był uczniem P. Delaroche'a; uczęszczał też do pracowni Charlesa Suisse (tzw. Académie Suisse), inspirując się wówczas malarstwem dawnych mistrzów ze zbiorów Luwru. W początkach twórczości najchętniej malował sceny mitologiczne, a także portrety i pejzaże, nawiązując do malarstwa rokokowego Bouchera i Fragonarda.  
Po negatywnym potraktowaniu jego prac zgłoszonych do Salonu Paryskiego w 1840 udał się do Normandii, poświęcając się malarstwu portretowemu i pejzażowemu. Po powrocie (1846) i przejściowym pobycie w stolicy, w 1849 osiadł w Barbizon. W nurcie realizmu zaczął tworzyć nastrojowe kompozycje z życia wsi. Sam pochodząc z normandzkiej rodziny chłopskiej, malował głównie wiejskie sceny rodzajowe z ukazywaniem etosu pracy chłopów, w których akcentował więź człowieka z naturą oraz sferę ludowej pobożności. W kolorycie licznie tworzonych pejzaży zbliżał się do późniejszych impresjonistów. Istotne znaczenie w jego dorobku mają liczne rysunki (pastele) oraz grafiki (szczególnie akwaforty).
Utrzymywał bliskie kontakty z Theodorem Rousseau i Honoré Daumierem.

## Ważniejsze prace
- Przesiewacz – 1848, Luwr

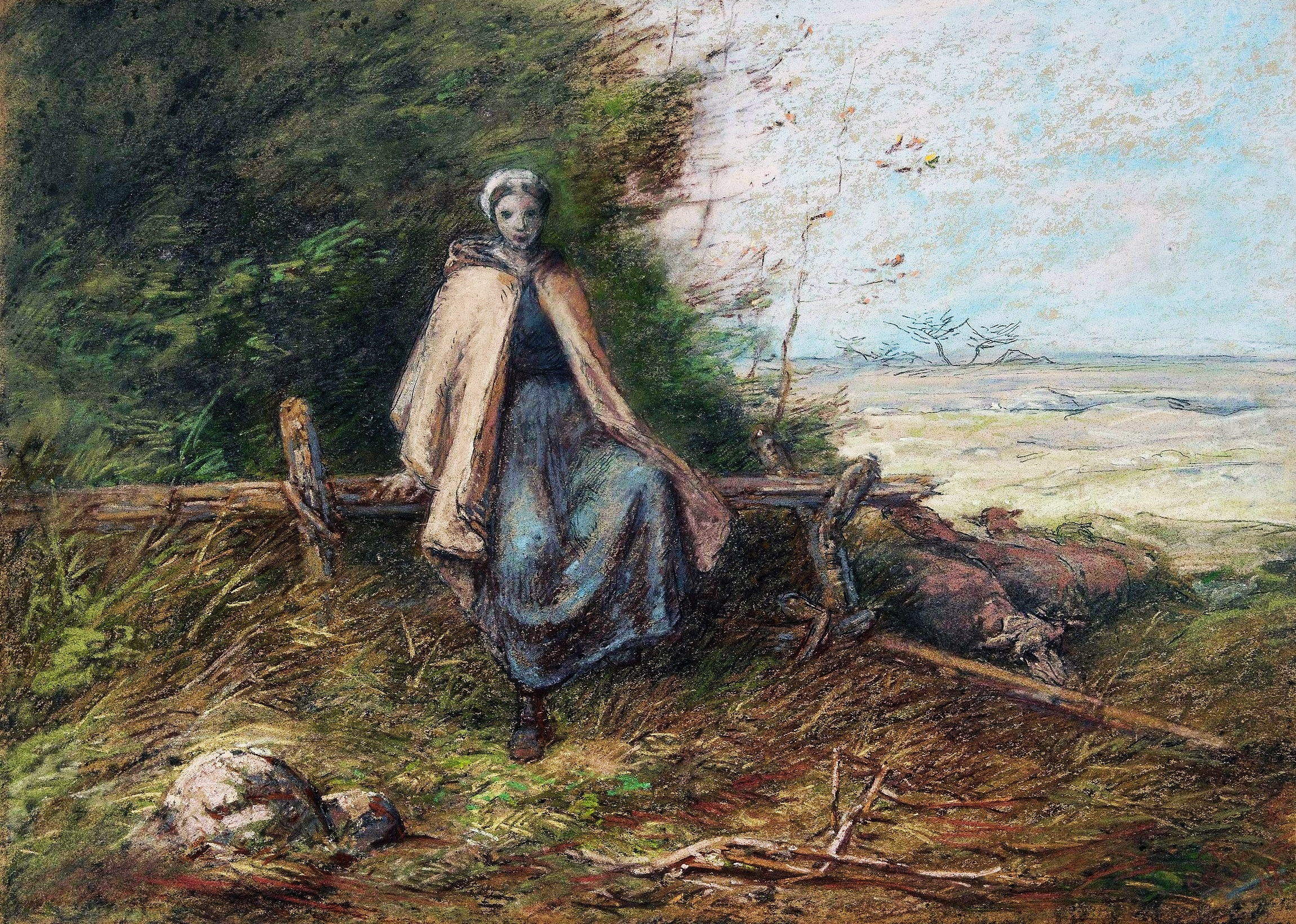
Pastuszka (pastel, Muz. Narodowe w Warszawie)

- Siewca – 1850, Museum of Fine Arts, Boston
- Kobieta przy piecu – 1854, Kröller-Müller Museum, Otterlo
- Wykopki – 1855, Walters Art Museum, Baltimore
- Zbierające kłosy – 1857, Musée d’Orsay, Paryż
- Anioł Pański – 1858-1859, olej na płótnie 55 × 66 cm, Musée d’Orsay, Paryż
- Człowiek z motyką – 1860-1862, Getty Center, Los Angeles
- Sadzący ziemniaki – 1862, Museum of Fine Arts, Boston
- Pasterka – 1863, Musée d’Orsay, Paryż
- Siewca – ok. 1865, Museum of Fine Arts, Boston
- Dmuchawce – 1867-1868, Museum of Fine Arts, Boston
- Karmienie – ok. 1870, Palais des Beaux-Arts, Lille
- Stogi jesienią – ok. 1874, Metropolitan Museum of Art, Nowy Jork

## Galeria

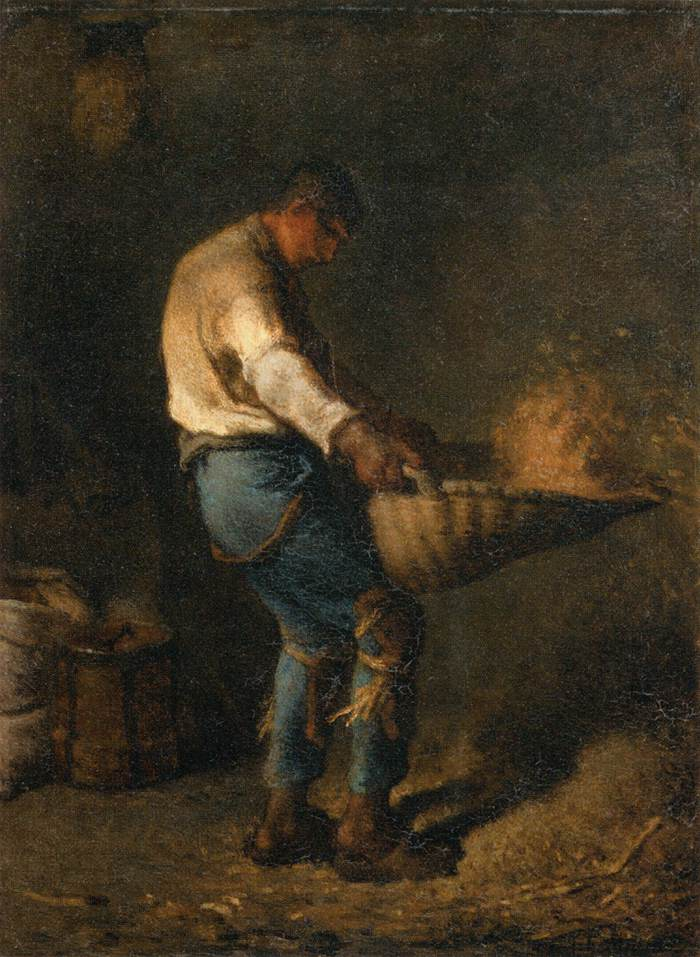
Przesiewacz, 1848
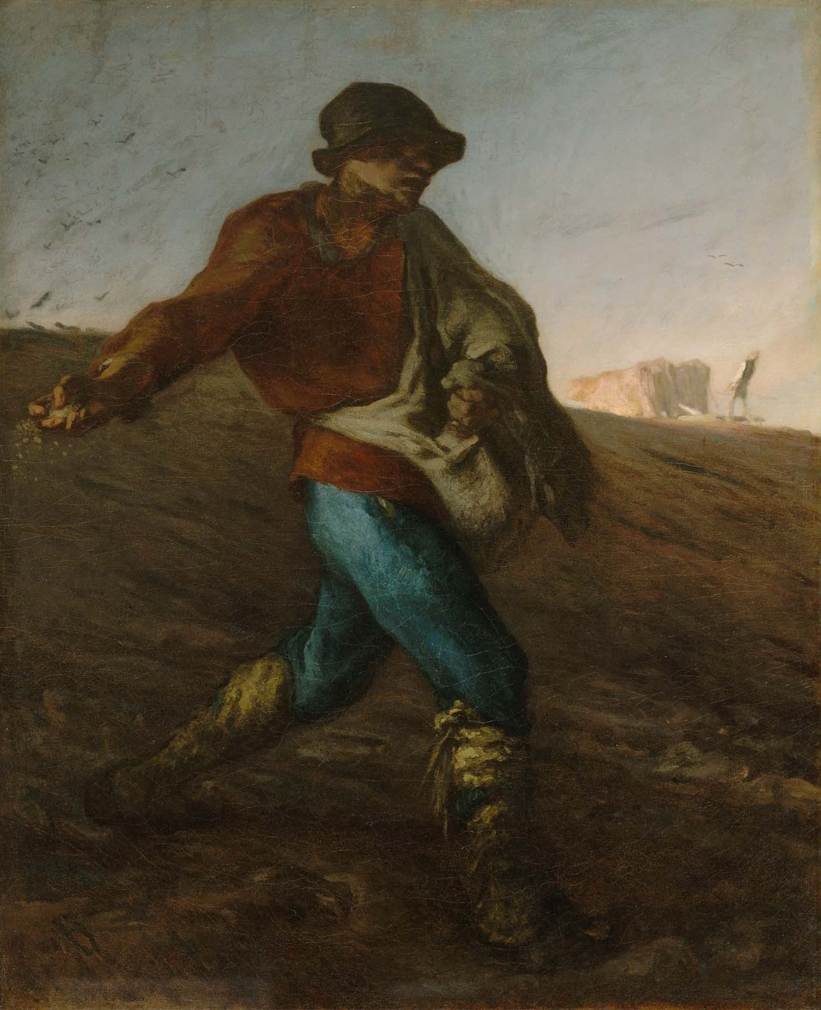
Siewca, 1850
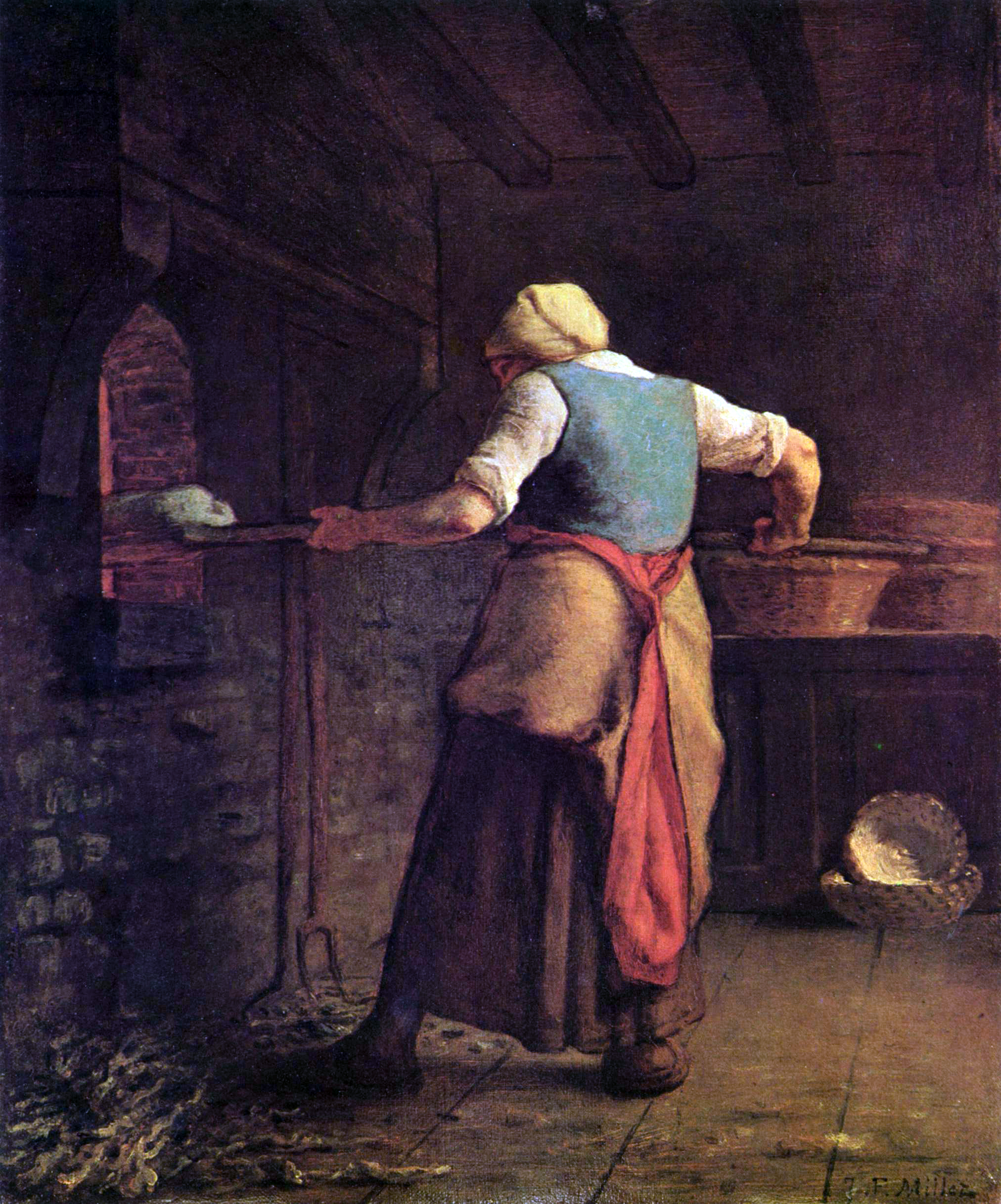
Kobieta przy piecu, 1854
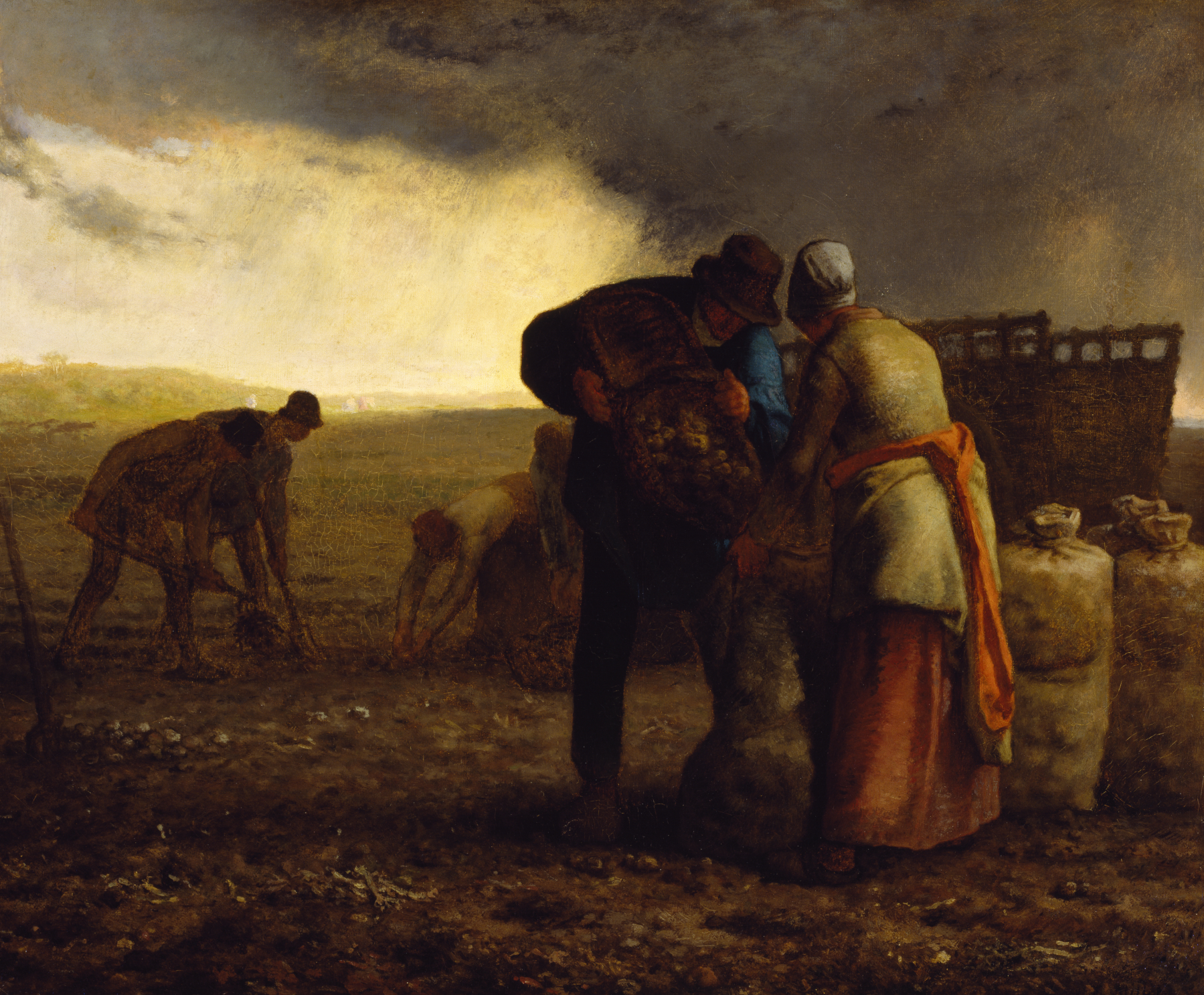
Wykopki, 1855
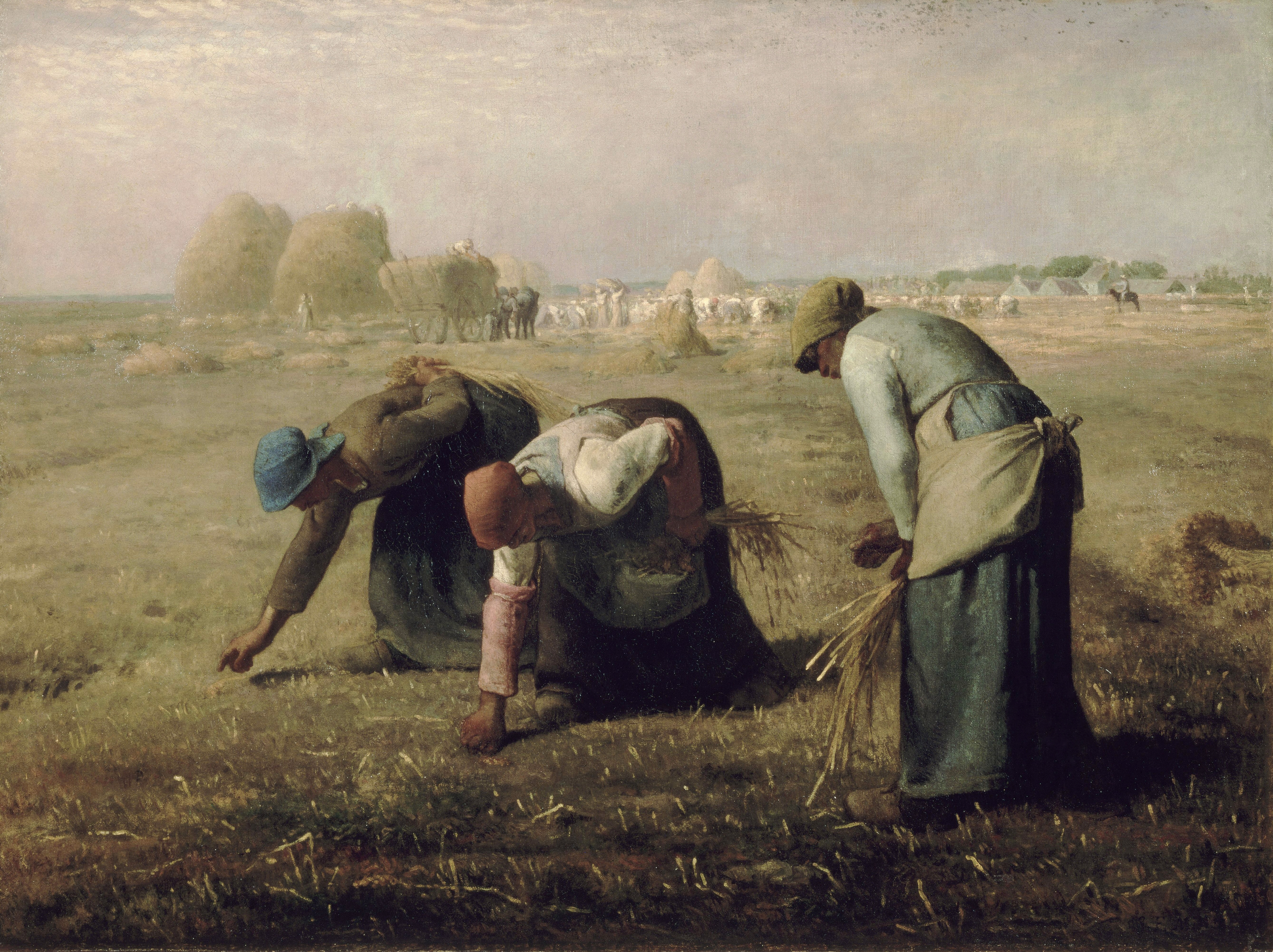
Zbierające kłosy, 1857
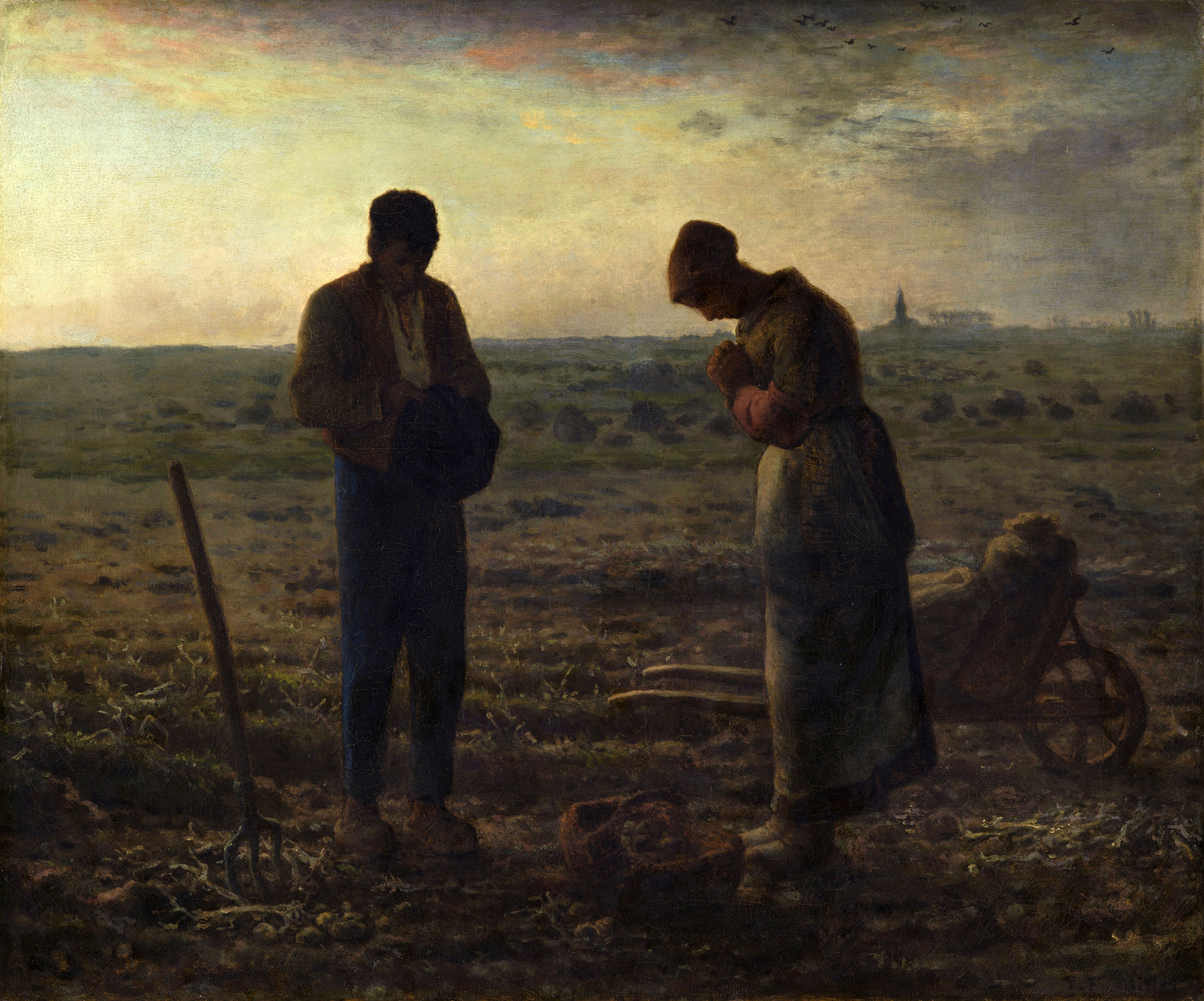
Anioł Pański, 1858-1859
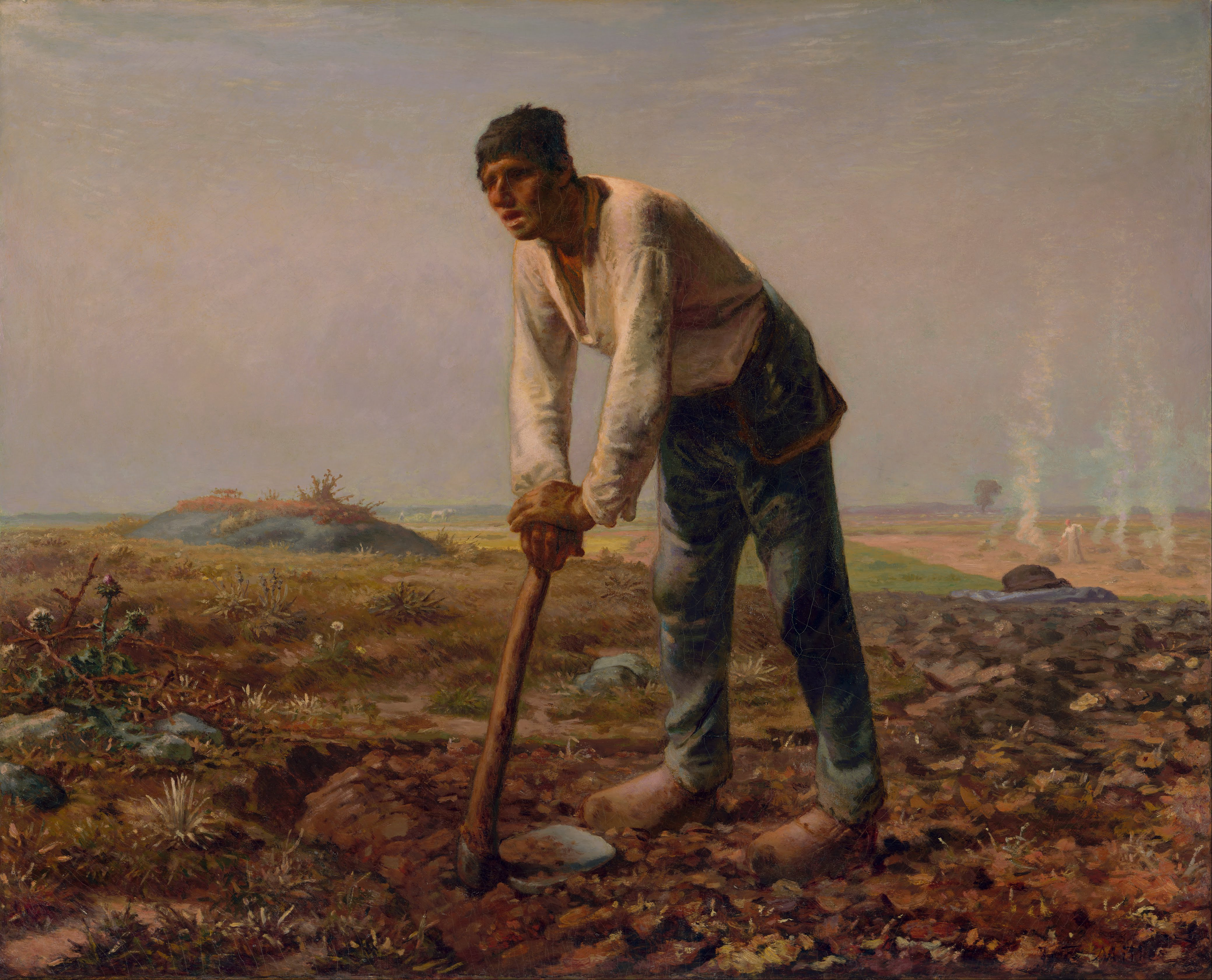
Człowiek z motyką, 1860-1862
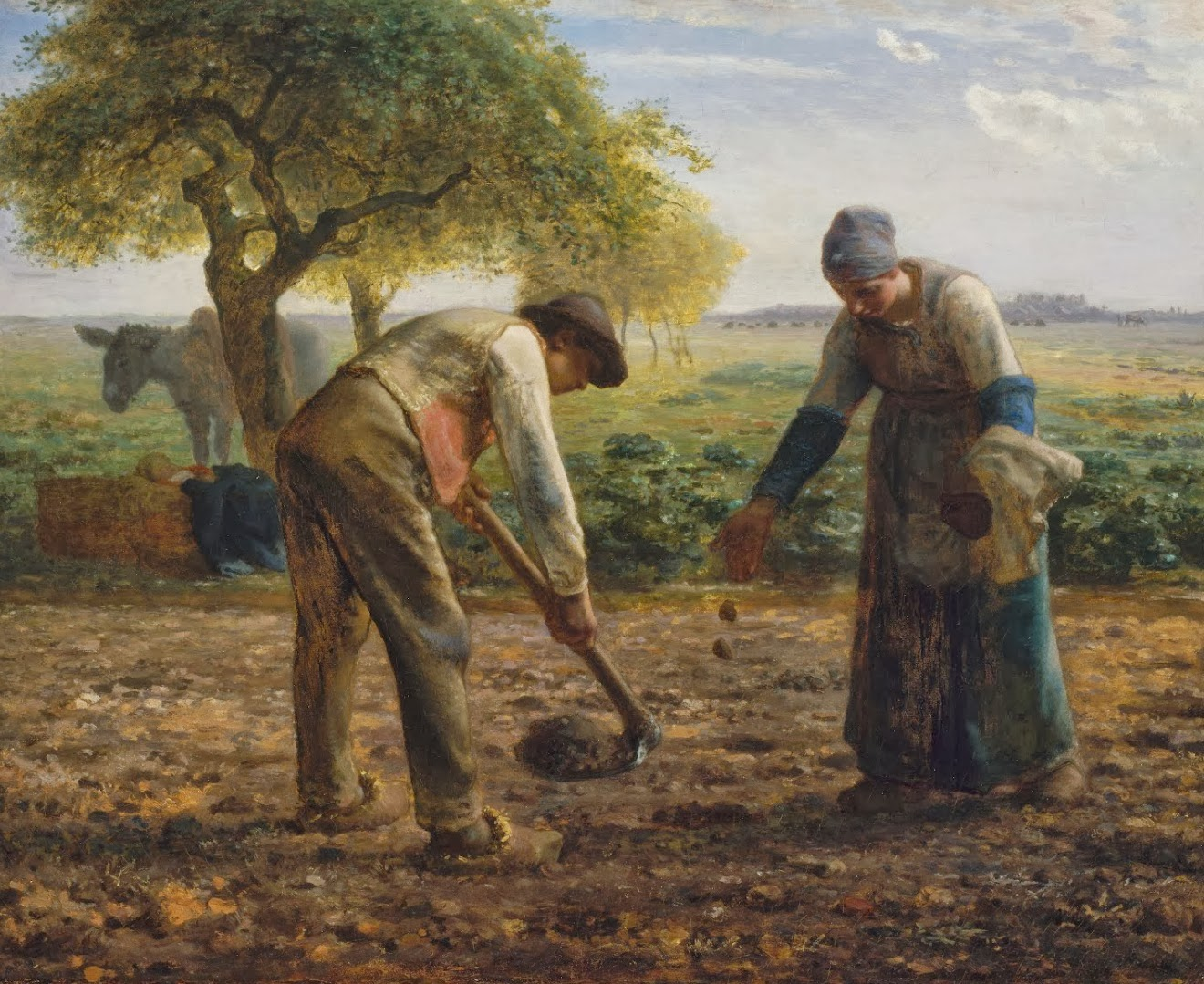
Sadzący ziemniaki, 1862
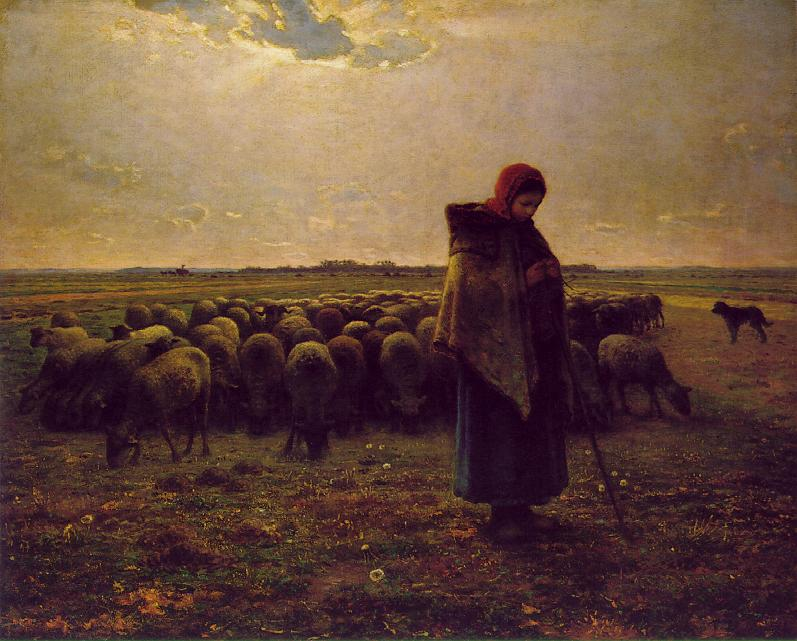
Pasterka, 1863
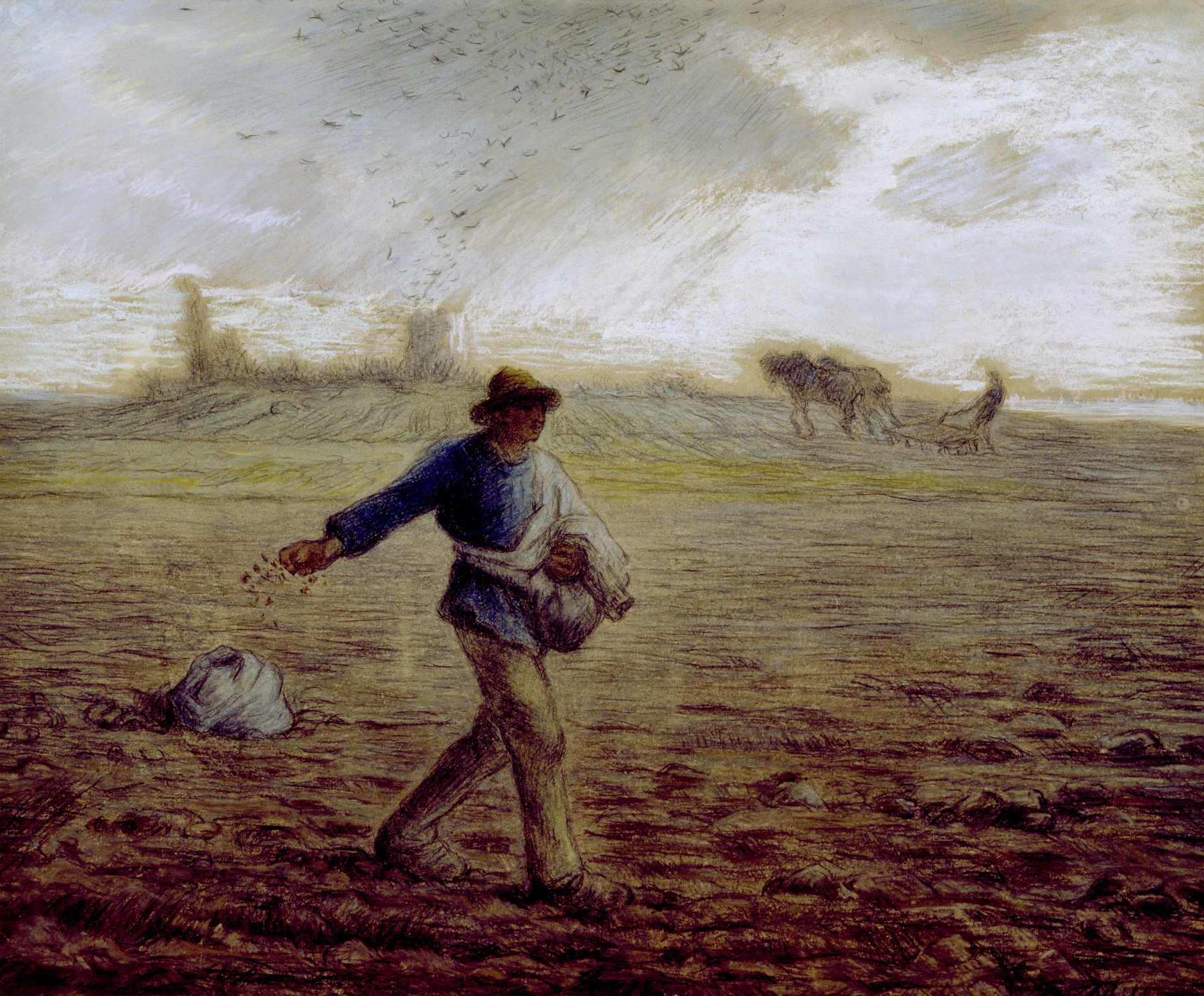
Siewca, ok. 1865
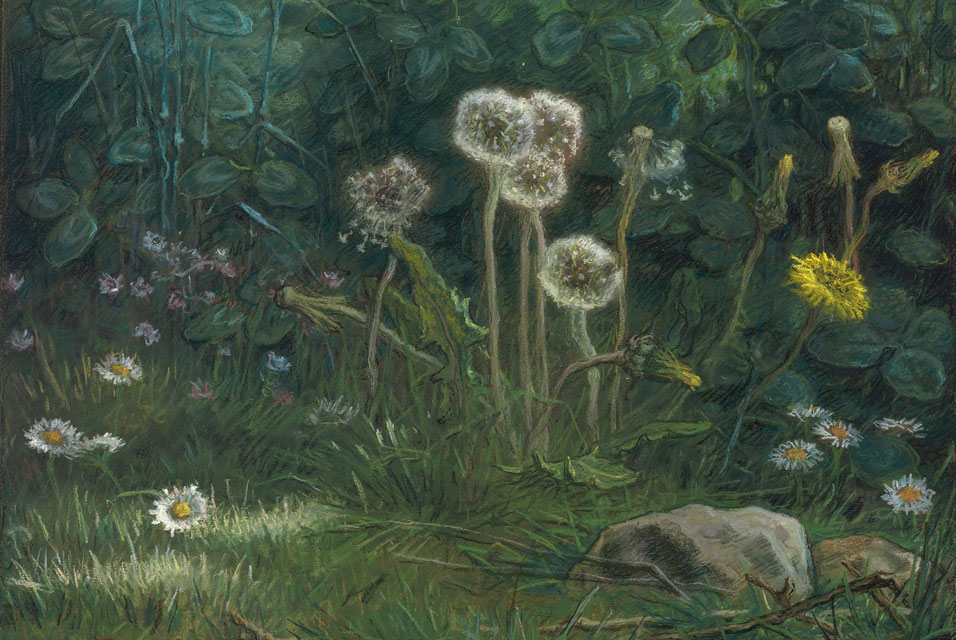
Dmuchawce, 1867-1868
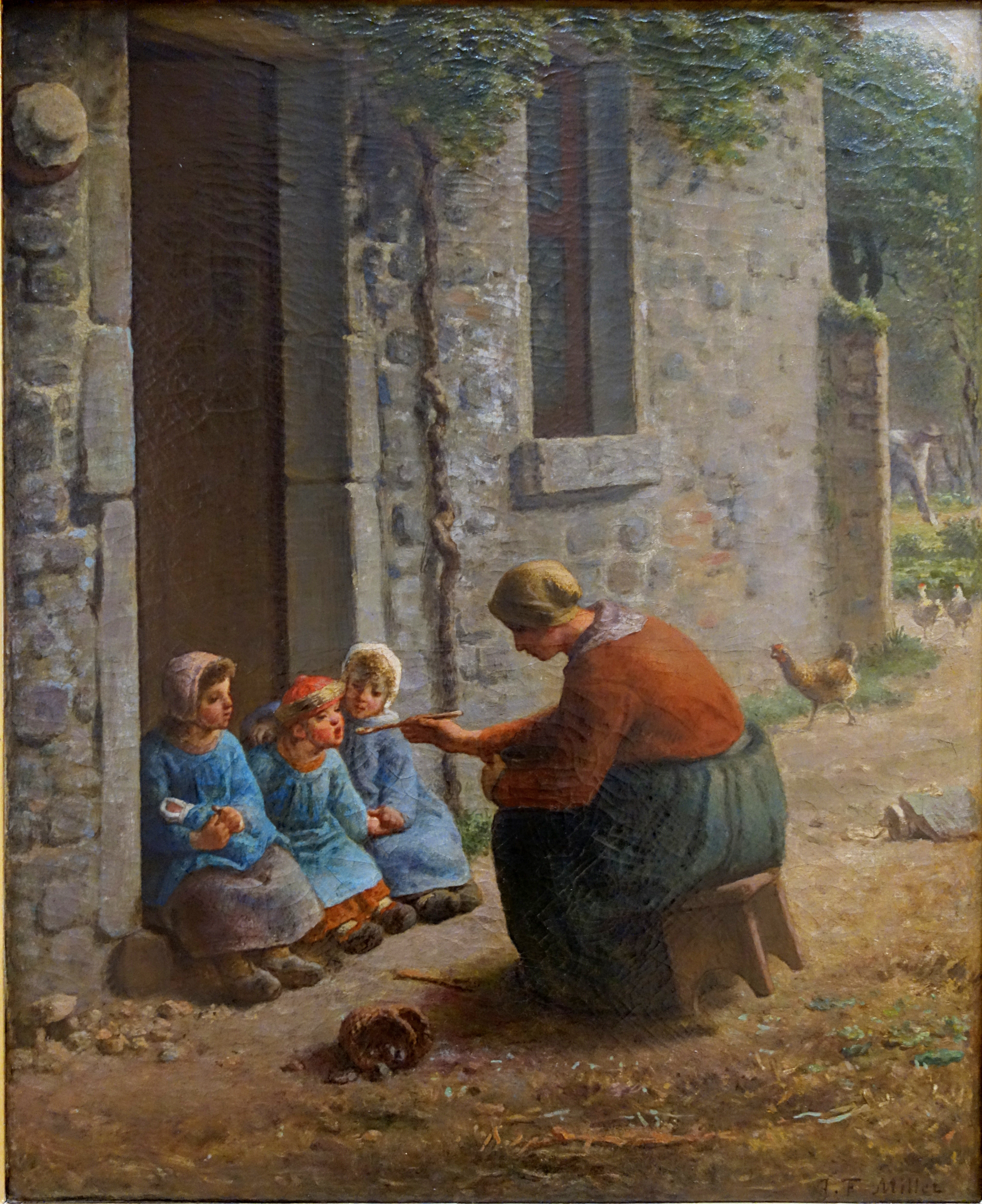
Karmienie, ok. 1870
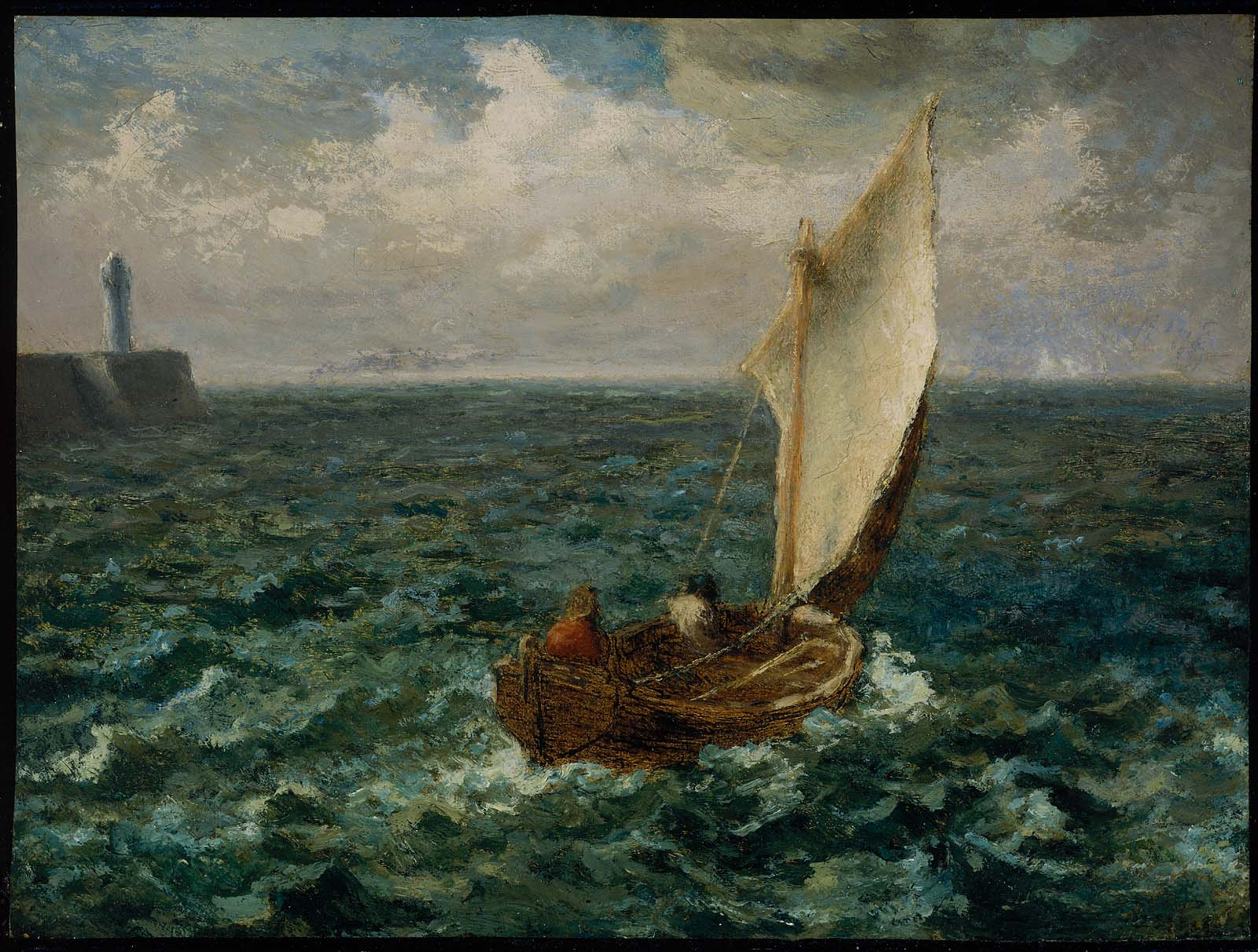
Łódź rybacka, 1871
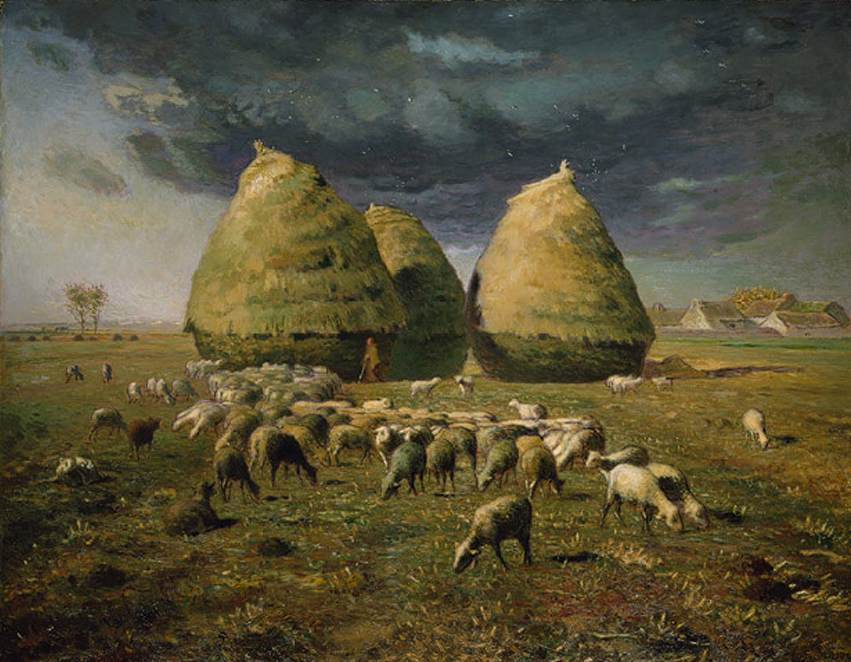
Stogi jesienią, ok. 1874
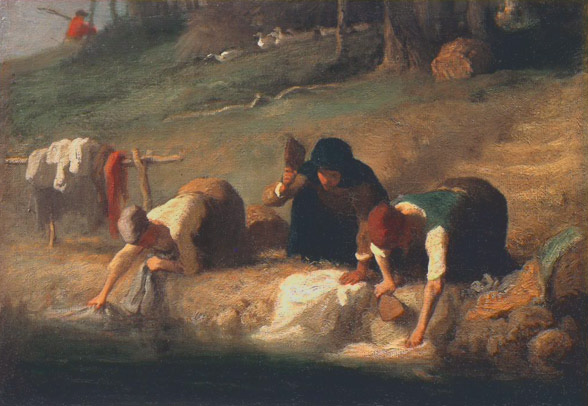
Praczki